# Stefan Matusiak
Stefan Matusiak (ur. 29 października 1892 w Gołębiewku (województwo pomorskie), zm. 11 marca 1969 w Toruniu) – polski urzędnik kolejowy, działacz społeczny i związkowy, poseł na Sejm IV kadencji (1935-1938) w II Rzeczypospolitej.

## Życiorys
Posiadał wykształcenie zawodowe oraz kursy zawodowe o profilu elektrotechnicznym. Przed I wojną światową nielegalnie osiedlił się w Toruniu po przekroczeniu granicy rosyjsko-niemieckiej w celu uniknięcia służby wojskowej w armii rosyjskiej. W 1915 roku został aresztowany przez władze niemieckie w Toruniu za działalność niepodległościową. W okresie międzywojennym pracował jako monter sygnałowy, od 12 kwietnia 1920 roku jako pracownik PKP w Toruniu. Był działaczem Zjednoczenia Kolejowców Polskich (od 1925 roku był prezesem oddziału toruńskiego tego zjednoczenia) i kolejowego Przysposobienia Wojskowego. 
W wyborach parlamentarnych w 1935 roku został wybrany posłem na Sejm IV kadencji (1935-1938) 15 298 głosami z okręgu nr 101, obejmującego powiaty: toruński – miejski, toruński, chełmiński i wąbrzeski. W kadencji tej pracował w komisjach: komunikacyjnej i pracy. 
Członek Wydziału Wykonawczego Pomorskiego Wojewódzkiego Komitetu Funduszu Obrony Narodowej w Toruniu w 1938 roku.
W 1942 roku został wywieziony do obozu pracy przymusowej w Gdańsku, gdzie przebywał do kwietnia 1945 roku. Po zakończeniu II wojny światowej został oddelegowany do pracy w Chojnicach, następnie do Szczecina, gdzie pracował w biurze Okręgowej Dyrekcji Kolei. Odszedł na emeryturę w 1957 roku. 

## Życie prywatne
Był synem Michała i Katarzyny z domu Celmer. Ożenił się z Łucją Józefiną Guzicką (zm. w 1974), z którą miał dwoje dzieci: córkę Janinę zamężną Żyłę i syna Eugeniusza, zmarłego w 1939 roku na skutek ran odniesionych w kampanii wrześniowej.